# Wolfgang Gentner
Wolfgang Gentner (* 23. Juli 1906 in Frankfurt am Main; † 4. September 1980 in Heidelberg) war ein deutscher Physiker.
Bekannt wurde Gentner vor allem durch Arbeiten zur Kernphysik, insbesondere zum Kernphotoeffekt und zur Gammastrahlung. Hinzu kommen bedeutende Forschungsleistungen zur Biophysik, Archäometrie und zur Kosmochemie. Er entwickelte mit der Kalium-Argon-Methode eine Technik zur Altersbestimmung von Mineralien und Meteoriten, hier vor allem für Tektite. Zusammen mit Walther Bothe und Heinz Maier-Leibnitz entwickelte er den „Atlas typischer Nebelkammerbilder“. Nach Gentner ist das renommierte Wolfgang-Gentner-Stipendium für Doktoranden am CERN benannt.

## Leben
Wolfgang Gentner begann sein Studium der Physik in Erlangen, wechselte aber bald zurück in seine Heimatstadt an die Universität Frankfurt und promovierte dort 1930 bei Friedrich Dessauer über Untersuchungen an einer Lenard-Coolidge-Röhre. An Dessauers Institut lernte Gentner auch seine Frau Alice Pfaehler, die jüngere Tochter von Dessauers engem Freund Paul Pfaehler, kennen. Von 1932 bis 1935 arbeitete er – als erster Deutscher seit 1912 – am Radium-Institut von Marie Curie an der Sorbonne in Paris. 1935 kehrte er nach Deutschland zurück an das  Kaiser-Wilhelm-Institut für medizinische Forschung in Heidelberg zur Gruppe um Walther Bothe.
Da für die Experimente zur Anregung von Resonanzen in Atomkernen die Quellen natürlicher Gammastrahlung, wie Radium, nicht energiereich genug waren, entstand im Institut der Plan zum Bau einer künstlichen Strahlungsquelle mit einem elektrostatischen Beschleuniger, gespeist von einem Van-de-Graaff-Generator. Der von Gentner zügig realisierte Generator und die Strahlungsquelle erwiesen sich als äußerst fruchtbare Hilfsmittel, und kurz nach der Inbetriebnahme konnten umfangreiche Daten über den Kernphotoeffekt gesammelt werden. Die gemessenen Wirkungsquerschnitte lagen hier mehrere Größenordnungen über den Vorhersagen von Hans Bethe und Georg Placzek (1905–1955).
Gentner habilitierte sich 1937 mit dem Thema Die Absorption, Streuung und Sekundärstrahlung harter Gamma-Strahlen bei der naturwissenschaftlichen Fakultät der Universität Frankfurt. 1938 konnte die Beschleunigerleistung des Van-de-Graaf-Generators auf ein Megaelektronenvolt erhöht werden. Auch kamen endlich die erhofften Finanzierungszusagen für das Projekt, ein Zyklotron zu bauen. Gentner hospitierte 1939 an der Universität von Berkeley, um Informationen über die optimale Ausführung des Zyklotrons zu sammeln, im Gegensatz zu anderen Stimmen, die ein „deutsches“ Zyklotron in enger Zusammenarbeit mit Siemens bauen wollten. Zu dieser Zeit kam er auch in Kontakt mit Robert Oppenheimer.
Bei Kriegsausbruch wurde Gentner vom Heereswaffenamt dem Uranprojekt zugeteilt und sein MeV-Beschleuniger als Neutronenquelle benutzt. Nach der Eroberung Frankreichs wurde Gentner nach Paris entsandt, um das dort fast fertiggestellte Zyklotron in Betrieb zu nehmen. Dies geschah dann im Februar 1942 mit einer Leistung von 7 MeV bei der Beschleunigung von Deuteronen. Nach einer Denunziation aus Paris abberufen, leitete er den Weiterbau des Heidelberger Zyklotrons, das am 2. Juni 1944 fertiggestellt wurde. Gentner war von 1946 bis 1958 Professor an der Universität Freiburg, anschließend bis zur Emeritierung 1974 an der Universität Heidelberg. Von 1955 bis 1959 war er Direktor der Synchro-cyclotron Division am Forschungszentrum „Conseil Européen pour la Recherche Nucléaire“ (CERN) in Genf und von 1958 bis 1972 Direktor des von ihm gegründete Max-Planck-Instituts für Kernphysik in Heidelberg.
Gentner, Mitglied oder Ehrenmitglied zahlreicher Akademien und Wissenschaftlicher Gesellschaften (etwa seit 1958 der Leopoldina), erhielt viele bedeutende Auszeichnungen. Unter anderem wurde Gentner 1965 Offizier der französischen Ehrenlegion, erhielt das Große Verdienstkreuz der Bundesrepublik Deutschland und den Orden Pour le Mérite für Wissenschaften und Künste, ferner wurde ihm 1977 die Cothenius-Medaille in Gold der Leopoldina und 1979 der Otto-Hahn-Preis der Stadt Frankfurt am Main verliehen. Er war mit Alice Gentner verheiratet.

## Veröffentlichungen (Auswahl)
- Friedolf M. Smits und Wolfgang Gentner: Argonbestimmungen an Kalium-Mineralien. I. Bestimmungen an tertiären Kalisalzen. In: Geochimica et Cosmochimica Acta. Band 1, Nr. 1, 1950, S. 22–27, doi:10.1016/0016-7037(50)90005-6
- Gespräche mit Frédéric Joliot-Curie im besetzten Paris 1940–1942. Max-Planck-Institut für Kernphysik, Heidelberg 1980.,
- Gedenkworte für Walther Gerlach, in: Orden Pour le Mérite für Wissenschaften und Künste, Reden und Gedenkworte, Band 16, 1980, Verlag Lambert Schneider, Heidelberg: [4]